# Altiplania inornata
Altiplania inornata är en fjärilsart som beskrevs av Köhler 1979. Altiplania inornata ingår i släktet Altiplania och familjen nattflyn. Inga underarter finns listade i Catalogue of Life.